# Blågull
För andra betydelser, se Jakobs stege.
Blågull, Blåljus (Polemonium caeruleum) eller Jakobs stege är en art i familjen blågullsväxter. Arten förekommer vilt i en stor del av den norra tempererade zonen, i Indien, Japan, Kashmir, Korea, Mongoliet, Nepal, Pakistan, Kina, Ryssland, Europa och Nordamerika. I Sverige är vilda populationer inskränkta till Norrland inklusive Lappland, där den växer på ängar; längre mot söder finns den dock både i Norge (till Hedemarken) och i Finland (till Finska viken).
Den är antagligen mest känd som flerårig trädgårdsväxt med de högblå (ibland vita) blommorna och parbladiga bladen. 

## Synonymer
Polemonium caeruleum lus. laxiflorum Regel
Polemonium caeruleum subsp. caucasicum (Busch) Avet.
Polemonium caeruleum subsp. laxiflorum (Regel) Koji Ito
Polemonium campanulatum Fr.
Polemonium caucasicum Busch
Polemonium elatum Salisb. nom. illeg.
Polemonium gracile Fisch.
Polemonium himalayense Baker [1889]
Polemonium lacteum Lehm.
Polemonium laxiflorum (Regel) Kitamura
Polemonium vulgare Gray nom. illeg.